# Silnice II/432
Silnice II/432 je moravská silnice II. třídy propojující okresy Hodonín a Kroměříž, konkrétně města Hodonín, Kyjov, Koryčany, Kroměříž, Hulín a Holešov. Je dlouhá 79 km (včetně peáží). Je to jedna z hlavních silnic vedoucích Středomoravskými Karpaty. V úseku mezi Kroměříží a Hulínem po ní vede objízdná trasa pro případ uzavření dálnice D1 (silnice I/47). Poblíž Třebětic bude postaveno mimoúrovňové křížení (MÚK) s dálnicí D49.

## Vedení silnice

### Jihomoravský kraj

#### Okres Hodonín
- Hodonín (I/51, II/380)
- křiž. Hodonín-Pánov (I/55)
- Ratíškovice
- Milotice
- Kyjov (I/54, II/422)
- Bohuslavice

### Zlínský kraj

#### Okres Kroměříž
- Jestřabice
- Koryčany (II/429)
- Střílky
- křiž. I/50 (E50)
- Cetechovice
- Roštín
- Zdounky
- Šelešovice
- Jarohněvice
- Kroměříž (II/367, II/428, II/435, začátek peáže I/47)
- odbočka k exitu 260 na dálnici D1
- Bílany (okraj)
- Hulín (konec peáže I/47, křížení a krátká peáž I/55)
- MÚK Hulín-Pravčice (D55)
- Třebětice
- plánovaná MÚK s D49
- Holešov (okraj, napojení na II/438)